# Bolarowo
Bolarowo (bułg. Болярово) – miasto w Bułgarii, w obwodzie Jamboł, siedziba gminy Bolarowo. W 2019 roku liczyło 1 113 mieszkańców.